# Vilhelm Carlberg
Vilhelm Carlberg (n. 5 aprilie 1880, Karlskrona, Comitatul Blekinge, Suedia – d. 1 octombrie 1970, Danderyd⁠(d), Comitatul Stockholm, Suedia) a fost un trăgător de tir ce a reprezentat Suedia, medaliat olimpic. A participat la 3 ediții ale Jocurilor Olimpice (1908, 1912, 1924) în care a câștigat 3 medalii de aur și 4 medalii de argint.